# Лейли и Маджнун

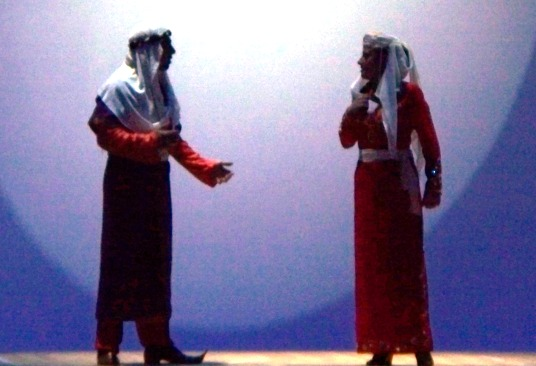
Сцена из оперы Узеира Гаджибекова «Лейли и Меджнун». Баку, 25 марта 2009 года. Дворец имени Гейдара Алиева

Лейли́ (Лейла) и Маджну́н (араб. مجنون ليلى‎, перс. لیلی و مجنون‎, туркм. Leýli–Mejnun, азерб. Leyli və Məcnun, тадж. Лайлӣ ва Маҷнун, узб. Layli va Majnun) — трагическая история любви, популярная на Ближнем и Среднем Востоке. История основана на реальных событиях и описывает жизнь арабского юноши по имени Кайс ибн аль-Мулаввах, жившего в VII веке на территории современной Саудовской Аравии.
Трагическая история Лейли и Маджнуна оказала значительное влияние на культуры Среднего Востока и Закавказья. В XII веке классик персидской поэзии Низами Гянджеви на основе этой истории написал собственную поэму, ставшую одной из частей его Пятерицы. Перу классика азербайджанской поэзии — Физули — также принадлежит поэма «Лейли и Меджнун», написанная им в 1535 году. Мотивы из «Лейли и Маджнуна» встречаются также у суфийских и бахаистских авторов.

## Сюжет

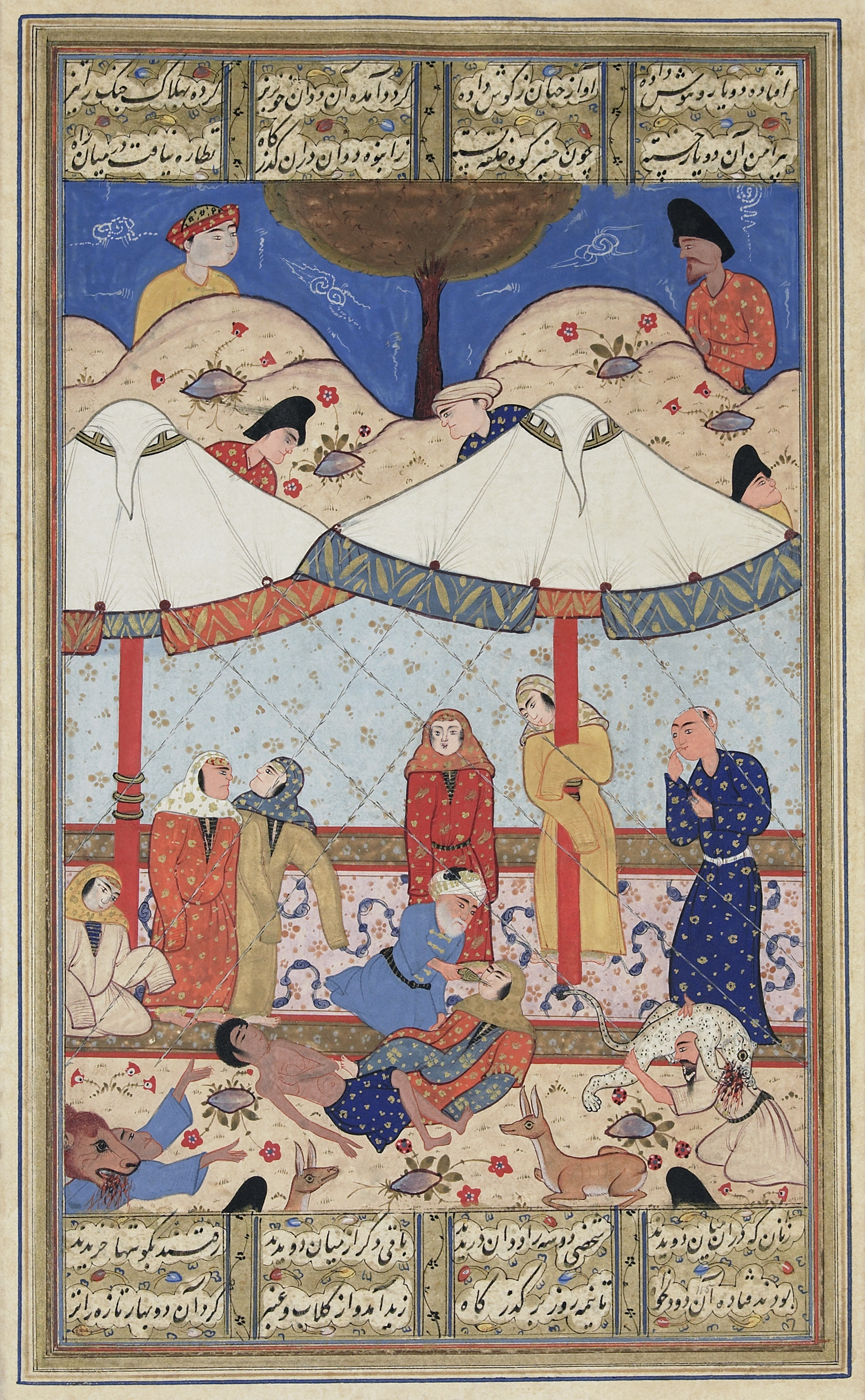
Миниатюра с изображением Лейли и Маджнуна из поэмы Низами Гянджеви. Библиотека Конгресса, Вашингтон

Кайс ибн аль-Мулаввах ибн Музахим, молодой поэт-бедуин из племени бану амир влюбился в девушку из этого же племени по имени Лейли аль-Амирийя. Он сочинял стихи и песни, где воспевал свою любовь к Лейли. Когда Кайс просил отца Лейли выдать его дочь за него замуж, тот отказал, поскольку это шло вразрез с порядками племенного строя. Вскоре после этого Лейли вышла замуж за другого человека.
Когда Кайс узнал о замужестве Лейли, он покинул своё племя и начал скитаться по пустыне. Родные Кайса уговаривали его вернуться, но ничего не добившись, решили оставлять для него пищу посреди пустыни. Иногда его видели, читающего самому себе стихи о Лейли или пишущего на песке тростью.
Лейли перебралась с мужем в Ирак, где вскоре заболела и умерла. Через несколько лет (в 688 году) был найден мёртвым и Кайс, лежащий возле могилы неизвестной женщины. На могильном камне он написал три своих последних строфы.
В книге также описываются события, происходившие с Кайсом во время его скитаний. Большая часть стихов была написана им до того, как он впал в безумие. Люди знали, что Кайс сошёл с ума от любви, поэтому прозвали его «Маджнун Лейла» (араб. مجنون ليلى‎ — «Сведённый с ума Лейлой») или просто Маджнун.

## История и влияние
Из арабского фольклора история перешла в персидскую литературу. Первым из персидских писателей, кто написал об истории любви Лейли и Маджнуна, был Рудаки. Большая известность к поэме пришла только с Низами Гянджеви в XII веке. Низами собрал свой яркий образ Маджнуна как из реально подтверждённых, так и из эзотерических источников. Низами тем самым оказал огромное влияние на персидскую литературу, и многие персидские поэты вслед за ним начали писать свои вариации на тему поэмы о Лейли и Маджнуне. У Низами история этих влюблённых приобрела некоторые черты персидской традиции эпоса: изображение героев, отношения между героями, описание местности и времени.
В истории Низами Лейли и Маджнун познакомились в школе и прониклись глубокими чувствами друг к другу. Однако они не могли видеться друг с другом из-за ссоры между своими семьями, и Лейли была выдана родителями замуж за другого человека. Таким образом, история Лейли и Маджнуна стала трагедией вечной любви, задушенной внутриплеменной войной, схожей с появившейся через четыре столетия трагедией Уильяма Шекспира «Ромео и Джульетта».
В арабской традиции любовь Лейли и Меджнуна называется девственной — то есть возлюбленные никогда не вступали в брак и не делили постель. Этот мотив стал основой сюжета для ещё многих похожих историй: Кайс и Лубна (араб. قيس ولبنى‎), Кусайр и Азза (كثير وعزة‎), Марва и Маджнун аль-Фаранси (مروة والمجنون الفرنسي‎), Антара и Абла (عنترة وعبلة‎), и других.

## Произведения

Мозаичное панно с изображением Лейли и Маджнуна на станции метро «Низами Гянджеви». Художник Микаил Абдуллаев

- «Лейли и Меджнун» — балет Сергея Баласаняна
- «Лейли и Меджнун» — поэма Низами Гянджеви на персидском языке (1188). Перевод на русский (в том числе отрывки): Николай Гнедич, Евгений Бертельс, Т. Форш, Павел Антокольский[2], Рустам Алиев (полный филологический прозаический), Т. Стрешнева.
- «Лейли и Меджнун» — поэма Джами на персидском языке (1484).
- «Лейли и Меджнун» — поэма Алишера Навои на староузбекском языке (1484). Перевод на русский: Семен Липкин.
- «Лейли и Меджнун» — поэма Физули на азербайджанском языке[3][4][5][6][7][8] (1536). Перевод на русский: Анатолий Старостин.
- «Лейли и Меджнун» дастан Нурмухаммеда Андалиба на тукменском языке.
- «Лейли и Меджнун» — поэма Хагири Табризи.
- «Лейли и Меджнун» — поэма Шакарима Кудайбердиева.
- «Лейли и Меджнун» — драма в стихах Мирзы Мухаммада Хади Русвы.
- «Лейли и Меджнун» — поэма Хуршида.
- «Лейли и Меджнун» — роман Неджати.

### Постановки
- «Лейли и Меджнун» — первая мусульманская и азербайджанская опера Узеира Гаджибекова.
- «Лейли и Меджнун» — симфоническая поэма Кара Караева (1947)
- Симфония № 24 («Меджнун»), Op. 273 (1973), для тенора соло, скрипки, хора и камерного оркестра — симфония Алана Хованесса
- «Лейли и Меджнун» — балет на сцене Большого театра СССР в постановке Касьяна Голейзовского (1964) на музыку Сергея Баласаняна.
- «Лейли и Меджнун» — иранский фильм 1936 года.
- «Лейли и Меджнун» — советский таджикский фильм-балет 1959 года на музыку Сергея Баласаняна.
- «Лейли и Меджнун» — советский азербайджанский фильм 1961 года.
- «Лейли и Меджнун» — балет Кара Караева (1969)
- «Лейли и Меджнун» — индийский фильм 1976 года.
- «Лейли и Меджнун» — азербайджанский фильм-опера 1996 года.

## В популярной культуре
- Сюжет из «Лейли и Маджнуна» представлен в оформлении станции Алишера Навои ташкентского метрополитена, а также станции Низами Гянджеви бакинского метрополитена.
- История любви вдохновила Эрика Клэптона на написание заглавной песни Layla альбома Layla and Other Assorted Love Songs. Имя Лейли дало название песне и альбому.
- История Лейли и Маджнуна упоминается в романах «Имя мне — Красный» и «Музей невинности» турецкого писателя Орхана Памука.